# George Watsky
George Virden Watsky (ur. 15 września 1986 r. w San Francisco) – amerykański raper i poeta.

## Młodość i pochodzenie
Urodził się w San Francisco. Deklaruje, że jest w połowie Polakiem, a duża część jego rodziny jest Polakami żydowskiego pochodzenia i to właśnie z Polski przyjechali do Ameryki.
Od piętnastego roku życia specjalizuje się w slamie poetyckim. Pierwszy raz uzyskał rozgłos w 2007 po swoim występie w szóstym sezonie programu Russella Simmonsa Def Poetry Jam na kanale HBO.

## Kariera raperska
Watsky rozpoczął karierę hip-hopową w 2007 roku, wydając płytę z zespołem Invisible Inc. Później wydał też kilka albumów solowych i współpracował z takimi muzykami jak Kate Nash, Josh Dun, czy zespół Karmin.
Charakterystyczne dla jego stylu raperskiego jest szybkie recytowanie tekstów. Dziennik The Sun uznaje go za jednego z najszybszych raperów na świecie i obliczył, że w utworze Raps fast Watsky wypowiada sekwencję złożoną z sześćdziesięciu słów w trzy sekundy.
Trzy razy pojawił się w serii Epic Rap Battles of History. W odcinku Dr. Seuss vs. Shakespeare z 2011 wcielił się w Williama Shakespeare'a. W odcinku Doc Brown vs Doctor Who z 2012 wcielił się w Czwartego Doktora z serialu Doktor Who, a w odcinku Stephen King vs. Edgar Allen Poe z 2014 wcielił się w Edgara Allana Poe.

## Twórczość literacka
W czerwcu 2016 Watsky opublikował zbiór swoich literackich esejów w książce pod tytułem How to Ruin Everything, która znalazła się w pierwszej dziesiątce na liście bestsellerów dziennika The New York Times.

## Dyskografia
| Nazwa albumu                          | rok  |
| ------------------------------------- | ---- |
| Watsky                                | 2009 |
| Live! From The Troubadour             | 2012 |
| Nothing Like The First Time           | 2012 |
| Cardboard Castles                     | 2013 |
| All You Can Do                        | 2014 |
| All You Can Do: Live From the Regency | 2015 |
| x Infinity                            | 2016 |
| Plane 651                             | 2016 |

| Nazwa singla                        | rok  |
| ----------------------------------- | ---- |
| Watsky & Mody (z Mody'm)            | 2012 |
| Strong As An Oak                    | 2013 |
| Hey Asshole (z Kate Nash)           | 2013 |
| Give A Hater A Hug                  | 2013 |
| Suit & Tie (z Mikiem Tompkinsem)    | 2013 |
| Sloppy Seconds                      | 2013 |
| Moral Of The Story                  | 2013 |
| No Flex Zone (z Karmin)             | 2014 |
| Whoa Whoa Whoa                      | 2014 |
| See You Again (z Peterem Hollensem) | 2015 |
| x Infinity                          | 2017 |
| Lovely Thing Suite Live - EP        | 2018 |